# Baryscapus cecidophagus
Baryscapus cecidophagus är en stekelart som först beskrevs av Wangberg 1977.  Baryscapus cecidophagus ingår i släktet Baryscapus och familjen finglanssteklar. Inga underarter finns listade.